# Джузеппе Міссорі
Джузеппе Міссорі (італ. Giuseppe Missori, 11 червня 1829 року, Москва - 25 березня 1911 року, Мілан) - італійський військовик, учасник Рісорджименто, полковник в Експедиції Тисячі.

## Біографія
Джузеппе Міссорі народився 11 червня 1829 року в Москві. під час Першіої війни за незалежність Італії брав участь в обороні Мілана.
У 1859 році приєднався до Джузеппе Гарібальді під час Другої війни за незалежність Італії. Брав участь в Експедиції Тисячі. Під час битви біля Мілаццо врятував життя Джузеппе Гарібальді.
8 серпня 1860 року був серед перших, хто перетнув Мессінську протоку.
У 1862 році знову приєднався до Гарібальді, вербуючи рекрутів для походу на Рим.
Під час Третьої війни за незалежність Італії у складі загонів Гарібальді брав участь у Битві під Беццеккою. У 1867 році брав участь у битві під Ментаною.
Після об'єднання Італії переїхав до Мілану, де жив до самої смерті 25 березня 1911 року.
11 червня 1929 року Джузеппе Міссорі був перепохований на Монументальному кладовищі Мілана.

## Нагороди
- Кавалер Савойського військового ордену
- Золота медаль «За військову доблесть»

## Вшанування
На честь Джузеппе Міссорі названо багато вулиць та площ в містах Італії. Зокрема, його ім'я носить одна з центральних площ Мілана - П'яцца Джузеппе Міссорі (італ. Piazza Giuseppe Missori). На цій же площі у 1916 році був встановлений бронзовий монумент Джузеппе Міссорі.
На честь Джузеппе Міссорі був названий есмінець ВМС Італії, який брав участь у Першій та Другій світових війнах.